# Dihydrojasmon
Dihydrojasmon ist eine von Jasmon abgeleitete chemische Verbindung. Es ist eine farblose Flüssigkeit mit charakteristischem Geruch, die in Parfüms als blumiger und fruchtiger Geruchsstoff (jasminartig) eingesetzt wird.

## Darstellung
Die Synthese von Dihydrojasmon wurde erstmals 1942 von Heinz Hunsdiecker beschrieben. Bei der Hunsdiecker-Kondensation wird 2,5-Undecandion in siedendem Ethanol mit 2-prozentiger wässriger Natronlauge als Katalysator cyclisiert.

Cyclisierung von 2,5-Undecandion zu Dihydrojasmon
2,5-Undecandion ist durch Spaltung von 2-Hexyl-5-methylfuran zugänglich, das über eine mehrstufige Reaktionssequenz mit schlechter Ausbeute aus 5-Methylfurfural gewonnen werden kann. Ein Alternativverfahren für die Herstellung von 2,5-Undecandion geht von n-Heptanal aus, wobei die Carbonylgruppe mit 1,3-Propandithiol als Dithian geschützt wird. Nach Alkylierung und Abspaltung der Schutzgruppe erhält man die Ausgangsverbindung für die Dihydrojasmon-Synthese.
Eine technisch einfache Synthese von Dihydrojasmon geht von n-Heptylamin aus, welches mit Ozon bei −78 °C zum 1-Nitroheptan oxidiert wird. Dieses wird in Chloroform gelöst und mit katalytischen Mengen Diisopropylamin bei 40 °C mit Methylvinylketon umgesetzt und anschließend mit basischem Silicagel zur Trockene eingedampft und 48 Stunden bei 80 °C zum Endprodukt umgesetzt.

Synthese von Dihydrojasmon aus n-Heylamin und Methylvinylketon
Alternative Syntheserouten verwenden als Ausgangskomponente 2-Methylfuran oder Acrylsäuremethylester.